# زغبة الحدائق
زغبة الحدائق أو زغبة البساتين (الاسم العلمي: Eliomys) (بالإنجليزية: Garden Dormouse) هي جنس من الحيوانات تتبع الفصيلة الزغبات من رتبة القوارض. يوجد في الجزائر ، مصر ، العراق ، فلسطين ، الأردن ، لبنان ، ليبيا ، المغرب ، السعودية ، سورية ، تونس و تركيا . موئله الطبيعي الغابات المعتدلة، أراضي الشجيراة الجافة المدارية والشبه المدارية، المنطقة المتوسطية والمناطق الصخرية.

## الوصف
طول زغبة الحدائق مع الذيل حوالي من 10 إلى 15 سم والوزن من 60 إلى 140 غرام . اللون رمادي وأحيانا يشوب الرأس والجزء العلوي من الجسم اللون البني. ولون البطن والأرجل والذقن أبيض. ويوجد شريط أسود يبدأ من الأنف ويمتد حول العينين وينتهي عند بداية الأذنين. والذيل يبدأ من اللون الرمادي الفاتح وينتهاي بالون الأسود والأذنين كبيرتين بالنسبة للجسم وعيانان كبيرتان ومظلمتان .
ونظراً لصغر حجمها إلا أنها يملك عضة قوية وتصدر أصواتاً عالية عند الخوف. ويمكن التمييز بين زغبة الحدائق الآسيوية وزغبة الحدائق الأوربية عن طريق لون الذيل حيث يحتوي ذيل زغبة الحدائق الأوربية على لون البني والأبيض والأسود أما زغبة الحدائق الآسيوية كما ذكرنا يحتوي الذيل على لونيّ الرمادي الفاتح والأسود. حيث أنها متشابهة جداً.

## الغذاء
تتغذى زغبة الحدائق الآسيوية على البذور والفواكه والمكسرات والبيض والحشرات وأيضاً صغار الفئران.

## التزاوج والتكاثر ودورة الحياة
تبدأ موسم التزاوج لزغبة الحدائق من شهر أبريل إلى يونيو حيث تقوم الأنثى بالصرير بصوت عالِ معلنة إستعدادها للتزاوج. فترة الحمل تكون من 20 إلى 28 يوم وتولد صغار زغبة الحدائق عمياء وخالية من الفرو. ويبدأ الصغار بفتح أعينهم بعد حوالي 18 يوم ويغادرون أعشاشهم في سن الشهرين. ولكنهم ينضجون جنسيا بعد سنة كاملة.
تعيش زغبة الحدائق إلى 4 أو 5 سنوات ولكنها قد تزيد عن ذلك. زغبة الحدائق حيوان ليلي وتبني أعشاشا كروية الشكل فوق الأشجار للنوم فيها خلال النهار وللولادة فيها.

## التربية في المنازل
يجب توفير الأغصان والأخشاب والصخور في قفصها وأيضاً صنع الأنفاق لها ووضعها في مكان واسع كي يكون قفصها شبيهاً ببيئتها. كما أن زغبة الحدائق سريعة جداً وعند خروجها من القفص فإن ارجعاها للقفص لن يكون ألا بوضع فخ لها. يجب وضع علبة صغيرة أو ما يشابها في القفص للاختباء فيها. زغبات الحدائق حيوانات عدوانية ومن الصعب ترويضها كحيوانات أليفة وهي بالغة فيجب ترويضها وهي صغيرة. وأيضاً هي حيوانات فوضوية فهي تبعثر محتويات القفص وتقوم بالحفر والنبش ونثر الطعام .

## أنواع زغبة الحدائق
- زغبة طويلة الأذن
- زغبة مغربية
- زغبة بلوطية